# Liste der Träger des Bayerischen Verdienstordens/T

## T
1. Wilhelm Tafel, Präsident der Industrie- und Handelskammer für Mittelfranken (verliehen am 15. Dezember 1959)
2. Kai Täger, Ordinarius für Anästhesiologie und Direktor der Klinik für Anästhesiologie des Klinikums der Universität Regensburg (verliehen am 12. Juli 2004)
3. Eugen Tanhauser, Landrat des Landkreises Schwabach von 1945 bis 1964 (verliehen am 15. Dezember 1959)
4. Arif Taşdelen (* 1974), Politiker (verliehen am 22. Juli 2019)
5. Fritz Terhalle (1889–1962), Wirtschaftswissenschaftler, Professor (verliehen am 15. Dezember 1959)
6. Alberta Teufl, Generaloberin des Generalats der Stern-Schwestern (verliehen am 15. Dezember 1959)
7. Walther Teutsch, Professor, Kunstmaler (verliehen am 15. Dezember 1959)
8. Christiane Thalgott (* 1942), Stadtbaurätin der Landeshauptstadt München a. D. (verliehen am 29. Juli 2010)
9. Dieter Thalhammer (* 1943), Altoberbürgermeister der Stadt Freising (verliehen am 10. Oktober 2012)
10. Elisabeth Thammer, Intendantin des Festivals junger Künstler Bayreuth (verliehen am 20. Juli 2011)
11. Blasius Thätter (1936–2023), Landtagsabgeordneter (verliehen am 14. Juli 2005)
12. Centa Theobald, (verliehen am 5. Juli 2023)
13. Hans Joachim Thiel, ehemaliger Chefarzt am Klinikum Bamberg (verliehen am 12. Juli 2017)
14. Gerhard Thiele, Unternehmer, Präsident der Industrie- und Handelskammer für Niederbayern in Passau (verliehen am 17. Juli 2003)
15. Heinz Hermann Thiele (1941–2021), Unternehmer, Aufsichtsratsvorsitzender der Knorr-Bremse AG in München (verliehen am 11. Juli 2007)
16. Ernst Thoma (* 1934), Unternehmer, Vorstandsvorsitzender der Leoni AG (verliehen 2000)
17. Christa Prinzessin von Thurn und Taxis (* 1941), Präsidentin des Bayerischen Roten Kreuzes (verliehen am 20. Juli 2011)
18. Gloria Fürstin von Thurn und Taxis (* 1960), Schirmherrin des Vereins zur Förderung krebskranker und körperbehinderter Kinder (VKK) sowie der Stiftung für krebskranke und behinderte Kinder (verliehen am 17. Dezember 2014)
19. Heinrich Tietze (1880–1964), Mathematiker (verliehen am 20. November 1959)
20. Orhan Tinengin, Journalist (verliehen am 3. Juli 2013)
21. Feyyaz Tokar, Unternehmer, Istanbul (verliehen 4. Juli 1991)
22. Alexander Toldt (1894–1970), Kabinettsdirektor in der Österreichischen Präsidentschaftskanzlei (verliehen am 19. November 1960)
23. Heinrich Trapp (* 1951), Landrat (verliehen am 9. Juli 2009)
24. Anna-Elisabeth Trappe (* 1939), Ordinaria für Neurochirurgie und Direktorin der Neurochirurgischen Klinik und Poliklinik der Technischen Universität München (verliehen am 14. Juli 2005)
25. Josef Traßl, Ministerialdirigent (verliehen am 15. Dezember 1959)
26. Dagmar Trautner, Vorsitzende des PFAD-Bundesverbandes der Pflege- und Adoptivfamilien e. V. (verliehen am 29. Juli 2010)
27. Karl Trescher, Kabinettsdirektor in der Österreichischen Präsidentschaftskanzlei (verliehen am 19. November 1960)
28. Ruthart Tresselt (* 1938), Journalist, Moderator (verliehen am 13. Juli 2016)
29. Martin Trettenbach (1891–1971), Landtagsabgeordneter, Geschäftsführer des Landesverbandes der Betriebskrankenkassen in Bayern (verliehen am 15. Dezember 1959)
30. Jakob Treu, Oberstudiendirektor (verliehen am 15. Dezember 1959)
31. Lothar Trier (1929–2010), Unternehmer (verliehen am 14. Juli 2005)
32. Doris Tropper, stellvertretende Vorsitzende BUND Naturschutz in Bayern e. V. (verliehen am 8. Juli 2021)
33. Gerd Tschochohei (* 1943), Präsident des Bayerischen Handball-Verbandes, ehem. Realschulkonrektor (verliehen am 13. Juli 2016)
34. Simone Tucci-Diekmann, Herausgeberin der Passauer Neuen Presse und des Donaukuriers (verliehen am 27. Juni 2018)
35. Hanns Christoph Freiherr von Tucher (1904–1968), Vorstandsmitglied der Bayerischen Vereinsbank (verliehen am 15. Dezember 1959)
36. Johann Georg Tursky, Bevollmächtigter Minister im Bundesministerium für Auswärtige Angelegenheiten der Republik Österreich (verliehen am 19. November 1960)